# Eisenbahnbrücke über die Weser (Höxter)
Die Eisenbahnbrücke über die Weser bei Höxter gehört zur Bahnstrecke Langeland–Kreiensen und überspannt die Weser am Weserkilometer 70,9. Das Bauwerk steht unmittelbar neben dem ehemaligen Kloster Corvey und verbindet Höxter mit dem Stadtteil Lüchtringen am rechten Flussufer. Das westliche Widerlager der eingleisigen Stahlbrücke befindet sich bei Streckenkilometer 43,144.

## Geschichte

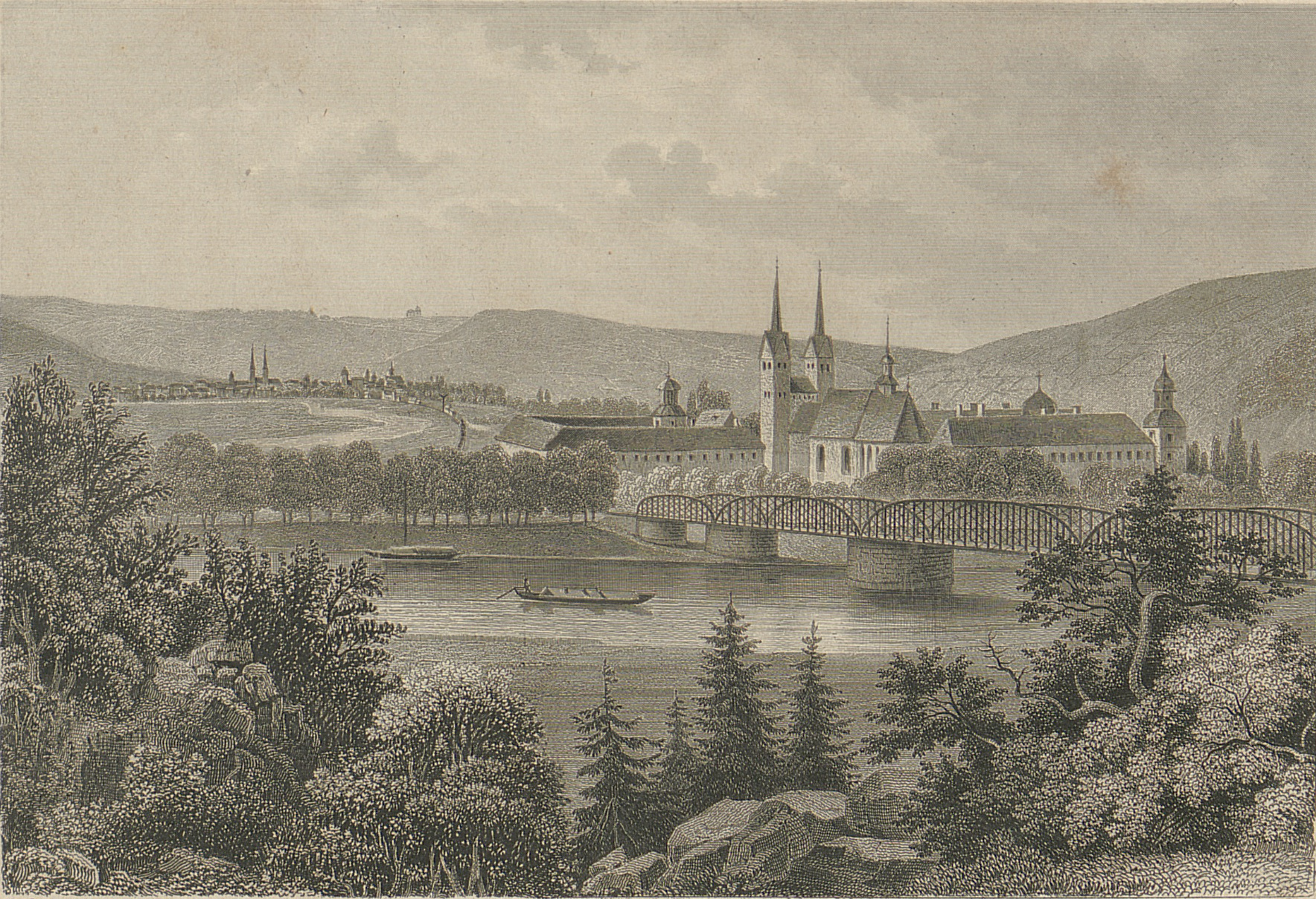
Corvey und Höxter, im Vordergrund die alte Eisenbahnbrücke

Die Weser befand sich bis weit in das 19. Jahrhundert hinein noch in einem weitgehend natürlichen, unregulierten Zustand. Sie galt zwar als wichtiger Transportweg, doch erst nach dem Erlass der „Weserschiffahrtsakte“ vom 10. September 1823 durch Preußen, Braunschweig, Hannover, Lippe und Hessen sollte die Schifffahrt auf der Weser einen Aufschwung erfahren.
Im Jahre 1831 gelang es der Stadt Höxter, mit Hilfe durch den preußischen Staat einen Neubau der Weserbrücke von Höxter zu errichten, die schon 1673 im Holländischen Krieg zerstört und seitdem nicht wieder aufgebaut worden war.
In der Hoffnung auf einen weiteren wirtschaftlichen Aufschwung engagierten sich seit 1852 Bürger aus Höxter, mit Victor I. Herzog von Ratibor an der Spitze, und die Stadt Holzminden für eine Eisenbahnlinie vor ihrer Haustür.
Der Bau der neuen Strecke Langeland–Kreiensen ging einher mit der Überbrückung der Weser nahe der Stadt Höxter und unmittelbar in der Nähe der ehemaligen Abtei Corvey.
Der schmiedeeiserne, aus vier Brückenfeldern bestehende Überbau wurde vom Bauingenieur Johann Wilhelm Schwedler als Fachwerkträger mit parabelförmig gekrümmtem Obergurt entworfen und von der Firma Jacobi, Haniel & Huyssen, auch bekannt unter dem Namen Gutehoffnungshütte, in Sterkrade bei Oberhausen ausgeführt. Die Weserbrücke konnte nach rund zwei Jahren Bauzeit im Juni 1865 fertiggestellt werden.
Im Jahr 1929 wurde ein stählerner Ersatzneubau für zwei Streckengleise mit fünf Öffnungen in Betrieb genommen. Beidseitig befinden sich durchlaufende, vollwandige Versteifungsträger. Über der Stromöffnung mit 119,6 Meter Stützweite sind zusätzlich beidseitig Stabbögen angeordnet. Die beiden Endfelder haben jeweils eine Stützweite von 26,0 Metern, die folgenden beiden Innenfelder jeweils 33,4 Metern. Gebaut wurde die Brücke durch die Flender A.-G. für Eisen-, Brücken- und Schiffbau aus Düsseldorf-Benrath.
Vor Ende des Zweiten Weltkrieges wurde die Brücke, wie die Höxter Stadtbrücke, von deutschen Truppen am 7. April 1945 auf ihrem Rückzug vor den US-amerikanischen Soldaten gesprengt.
Der Wiederaufbau folgte in den Jahren 1952–1954, allerdings nur mit einem Streckengleis.